# سعید بن مسیب
سَعید بن مُسَیِّب بن حُزن مَخزومی قریشی با کنیه ابو محمد (زادهٔ ۱۳ ه‍. ق، درگذشتهٔ ۹۴ ه‍.ق) فقیه، راوی حدیث و از تابعین بود که یکی از فقهای هفتگانه شهر مدینه به‌شمار می‌آمد.
روایت‌هایی از علی بن حسین زین‌العابدین و عبدالله بن عمر نقل شده که او را آگاه‌ترین و دانشمندترین انسان زمانه خود شمرده‌اند. وی از مخالفان بنی امیه بود و از بیعت با یزید بن معاویه خودداری کرد. ابن مسیب به ویژه پس از آنکه به خواستگاری عبدالملک مروان از دخترش برای ولیعهد و فرزندش ولید جواب رد داد و دخترش را، در برابر دو درهم مهریه، به عقد مردی تهیدست درآورد، مورد خشم خلیفه قرار گرفت.

## خانواده
وی سعید بن مسیب بن أبی وهب مخزومی قریشی نام داشت و ابومحمد کنیه‌اش بود. مادرش ام سعید دختر حکیم بن امیه سلمی و فرزندانش محمد، الیاس، سعید، ام عمرو، ام عثمان و فاخته نام داشتند. با دختر ابوهریره ازدواج کرده بود و اکثر روایتهایش از ابوهریره نقل می‌شد.

## نظریات
از معروفترین نظریات او، می‌توان به انکار وجود نسخ در قرآن اشاره کرد. فخر رازی در تفسیر خود ذیل آیه ۱۰۶ البقره از او و دیگر فقیه برجسته عصر تابعین، عطاء بن أبی رباح نقل می‌کند که این دو نسخ را به معنای کتابت می‌دانستند و نه الغاء.
این نظر را طبری از صحابی عبدالله بن مسعود و شاگردان او، و همچنین فقیه تابعی مجاهد بن جبر نیز، نقل می‌کند. در میان فقهای معاصر، احمد صبحی منصور هم چنین عقیده ای دارد.